# 死灵之书
《死靈之書》（Necronomicon）是在霍華德·菲利普斯·洛夫克拉夫特的小說中出現的一本虛構的魔法書，它也曾出現在奧古斯特·德雷斯和克拉克·阿什頓·史密斯的作品裡。1922年，它第一次出現在洛夫克拉夫特的短篇小說《獵犬》（1924年出版）中，而其作者阿卜杜·阿尔哈兹莱德則早在1921年寫就的《无名之城》中登場。書中記載着古神的歷史及召喚祂們的方法。

## 虛構的歷史
根據洛夫克拉夫特的描述，《死灵之书》由阿拉伯詩人阿卜杜·阿尔哈兹莱德用阿拉伯文寫成。950年，《死灵之书》被譯為希臘文，後遭到牧首米海爾一世所禁及燒毀。1228年，由歐勞司·渥米爾斯翻譯為拉丁文，四年之後亦遭教宗格列高列九世所禁；此譯本在15世紀於德國出版，17世紀被譯為西班牙文出版，16世紀在義大利出版了希臘文版本。17世紀的英國魔法師約翰·迪伊曾將《死灵之书》譯為英文，但從未出版過:58。
洛夫克拉夫特在《死靈之書史》中述及：《死灵之书》的副本分別收藏於哈佛大學懷德納圖書館、米斯卡塔尼克大學、法國國家圖書館、布宜諾斯艾利斯大學和大英博物館。

## 名稱
洛夫克拉夫特說“Necronomicon”這個詞是他在夢中想到的。它轉寫自希臘語，“nekros”（νεκρός）的意思是死者，“nomos”（νόμος）的意思是法律，“eikon”（εἰκών）的意思是形象。
1927年，洛夫克拉夫特寫下了一段《死靈之書》的簡史，即1938年出版的《死靈之書史》（History of the Necronomicon）。他說這本書原名為“‎”。這是一個阿拉伯語詞，按洛夫克拉夫特的說法，其意為“夜間聽起來像是惡魔咆哮的蟲鳴”因此也有《魔聲之書》的別名。他的靈感來自于塞繆爾·亨利（Samuel Henley）翻譯的法語哥特小說《瓦泰克》（Vathek）。原書中，“蟲”指的是别西卜。

## 外部連接
- "The Dan Clore Necronomicon Page", Everything You Never Wanted to Know about the Necronomicon (Al Azif) of the Mad Arab Abdul Alhazred but Weren't Afraid Enough to Know Better than to Ask!
- Low, Colin. "The Necronomicon Anti-FAQ" （页面存档备份，存于） (September 1995)
- LibriVox中的公有领域有声书《The King in Yellow》
- LibriVox中的公有领域有声书《Vathek》
- LibriVox中的公有领域有声书《The Nameless City》
- LibriVox中的公有领域有声书《The Dunwich Horror》